# Perry (Maine)
Perry és una població dels Estats Units a l'estat de Maine (EUA). Segons el cens del 2000 tenia 847 habitants.

## Demografia
Segons el cens del 2000, Perry tenia 847 habitants, 331 habitatges, i 238 famílies. La densitat de població era d'11,1 habitants/km².
Dels 331 habitatges en un 34,1% hi vivien nens de menys de 18 anys, en un 55,3% hi vivien parelles casades, en un 10% dones solteres, i en un 27,8% no eren unitats familiars. En el 21,5% dels habitatges hi vivien persones soles el 8,8% de les quals corresponia a persones de 65 anys o més que vivien soles. El nombre mitjà de persones vivint en cada habitatge era de 2,54 i el nombre mitjà de persones que vivien en cada família era de 2,92.
Per edats la població es repartia de la següent manera: un 27,5% tenia menys de 18 anys, un 7,4% entre 18 i 24, un 27,2% entre 25 i 44, un 26,7% de 45 a 60 i un 11,2% 65 anys o més.
L'edat mediana era de 37 anys. Per cada 100 dones de 18 o més anys hi havia 99,4 homes.
La renda mediana per habitatge era de 27.788 $ i la renda mediana per família de 35.104 $. Els homes tenien una renda mediana de 31.442 $ mentre que les dones 22.292 $. La renda per capita de la població era de 14.285 $. Entorn del 15,9% de les famílies i el 17,5% de la població estaven per davall del llindar de pobresa.